# Palmerova země
Palmerova země je část Antarktického poloostrova ležící jižně od Grahamovy země. Na východě tyto dvě země odděluje Agassiziho mys, na západě Jeremyho mys. Nejvyšším bodem Palmerovy země je hora Mount Jackson.
Je pojmenována po Nathanielu Palmerovi, americkém lovci velryb a objeviteli, který v letech 1820–1821 prozkoumával Antarktický poloostrov.
Dle Antarktického smluvního systému patří území Británii, Chile a Argentině.